# Tambo (Ayacucho)
Tambo es una localidad peruana ubicada en la región Ayacucho, provincia de La Mar, distrito de Tambo. Es asimismo capital del distrito de Tambo. Se encuentra a una altitud de 3319 m s. n. m. Tenía una población de 4042 habitantes en 1993.

## Clima
| Parámetros climáticos promedio de Tambo | Parámetros climáticos promedio de Tambo | Parámetros climáticos promedio de Tambo | Parámetros climáticos promedio de Tambo | Parámetros climáticos promedio de Tambo | Parámetros climáticos promedio de Tambo | Parámetros climáticos promedio de Tambo | Parámetros climáticos promedio de Tambo | Parámetros climáticos promedio de Tambo | Parámetros climáticos promedio de Tambo | Parámetros climáticos promedio de Tambo | Parámetros climáticos promedio de Tambo | Parámetros climáticos promedio de Tambo | Parámetros climáticos promedio de Tambo |
| Mes                                     | Ene.                                    | Feb.                                    | Mar.                                    | Abr.                                    | May.                                    | Jun.                                    | Jul.                                    | Ago.                                    | Sep.                                    | Oct.                                    | Nov.                                    | Dic.                                    | Anual                                   |
| --------------------------------------- | --------------------------------------- | --------------------------------------- | --------------------------------------- | --------------------------------------- | --------------------------------------- | --------------------------------------- | --------------------------------------- | --------------------------------------- | --------------------------------------- | --------------------------------------- | --------------------------------------- | --------------------------------------- | --------------------------------------- |
| Temp. máx. media (°C)                   | 19                                      | 19                                      | 19                                      | 20                                      | 20                                      | 19                                      | 19                                      | 20                                      | 20                                      | 21                                      | 21                                      | 21                                      | 19.8                                    |
| Temp. mín. media (°C)                   | 7                                       | 7                                       | 6                                       | 5                                       | 3                                       | 1                                       | 0                                       | 2                                       | 4                                       | 5.5                                     | 6                                       | 7                                       | 4.5                                     |
| Fuente: Accuweather                     |                                         |                                         |                                         |                                         |                                         |                                         |                                         |                                         |                                         |                                         |                                         |                                         |                                         |